# Benjamin Löfdahl
Benjamin Löfdahl, född 1 december 1988, är en före detta innebandymålvakt. Han spelade mellan åren 2014 och 2018 som målvakt för innebandylaget Mullsjö AIS som spelar i Superligan.
Han blev under sin karriär utnämnd till Sveriges bästa manliga innebandymålvakt år 2011/12.